# فالس مع بشير
فالس مع بشير هو فيلم أنيماشن وثائقي، من إنتاج إسرائيلي ألماني فرنسي، حاز على جائزة غولدن غلوب لأفضل فيلم بلغة أجنبية لعام 2009 وقد رشح لجائزة الأوسكار فئة أفلام أجنبية.

## عن الفيلم
الفيلم مصنف كـ فيلم كرتون توثيقي درامي حربي على الرغم من اعتقاد البعض بأنه فيلم روائي على ضوء احتواءه أحداث وصفت بالسوريالية..تدور أحداث الفيلم في لبنان أبان الاجتياح الإسرائيلي للبنان وفي مركزه هذه الأحداث مذبحة صبرا وشاتيلا من وجهة نظر جندي إسرائيلي شارك في تلك الحرب. الفيلم استغرق التحضير والاعداد له اربع سنوات كاملة حتي يصل الينا بهذة الصورة، وعمد اري فولمان الي الصبغة الوثائقية كي يعطي فيلمه بعدا وثقلا هو ليس في حاجة اليه فعليا فالموضوع يناقش ربما للمرة الأولي سينمائيا وبهذة الجرأة داخل إسرائيل، لأن الموضوع في حد ذاته شائك وملئ بالألغام، ولكي يقلل اري من حدة الفيلم عمد الي تقديمه بطريقة الانيميشن ليقلل من حدته قليلا ولكن هذا لم يفلح لأن صوت الرصاص واشلاء الضحايا كانت اقوي من أي مؤثر سينمائي. الفيلم عرض في مهرجان كان وفي كثير من المحافل السينيمائية حيث لاقى الكثير من النجاح.

## ملخص الفيلم
بعد مرور 27 عاما يقرر اري فولمان ان يستعيد ذاكرته المفقودة في لبنان، 26 عاما مرت علي اجتياح الجيش الإسرائيلي للجنوب اللبناني والتوغل حتي بيروت بهدف القضاء علي المقاومة الفلسطينية وتنصيب بشير الجميل رئيسا للبنان وتوقيع اتفاقية سلام معه بهدف تأمين شمال المناطق الفلسطينية المحتلة من إسرائيل، وهي العملية التي اطلقت عليها القيادة العسكرية الإسرائيلية اسم «عملية السلام للجليل».
يبدا الفيلم بحلم يراود بواز رين صديق اري ودفعته في الجيش، 26 كلبا يقطعوا الطرق ويهددوا المارة وصولا الي منزل بواز مطالبين برأسه، لكنهم لا يقتحموا منزله، لان بواز يصحو كل مرة عند هذة النقطة تحديدا، مطالبة الكلاب بالثار وتسليم بواز لهم.هذا الحلم هو المفتاح والمدخل لاستعادة ذكريات اجتياح الجيش الإسرائيلي للجنوب اللبناني وصولا حتي العاصمة بيروت واجلاء مقاتلي منظمة التحرير الفلسطينية، هذا المفتاح يتمسك به فولمان ليعيد رأب صدع الذاكرة، ولكنه يكتشف انه لايتذكر شيء من هذة الحرب باستثاء مشهد وحيد له ومعه مجموعه من اصدقائه علي ساحل بيروت.في رحلة البحث يضطر فولمان للعودة مجددا الي اصدقائه.
فتاخذه رحلة البحث لهولندا حيث يعيش كارمي الذي هاجر بعد الحرب لهناك وافتتح مطعم فلافل وحقق ارباح جعلته من الاغنياء واشتري قطعة ارض مساحتها كبيرة بمنزل كبير، وكان المخرج يشير هنا الي ان الأرض والراحة موجودة لليهود في أماكن كثيرة حول العالم، في لقائه بكارمي يستعيد بعض التفاصيل وليس كلها، لكنه يكتشف ان كارمي الذي كان طالبا متفوقا في المدرسة شارك في الحرب لرغبته في ابراز رجولته امام اصدقائه ليس أكثر وانه مثله لا يتذكر شيء عن الحرب ولكن هذا اللقاء يدفع الي السطح عنوان جديد ومثير وهو مذبحة صبرا وشاتيلا التي حدثت أثناء سيطرة الجيش الإسرائيلي علي بيروت والتي من المفترض ان فولمان كان قريب منها لدرجة كافية تجعله اقرب لشاهد عيان، وفي اطار بحثه المحموم عن الحقيقة يقابل فولمان عددا ممن اتصلوا بالمذبحة سواء من قريب أو من بعيد ويعيد رسم صورة الحرب علي لبنان.
و من الشخصيات التي يقابلها روني ضابط في سلاح المدرعات الذي يلوم الفوج المدرع الملحق به أثناء الحرب لتجاهلهم اياه بعد صدام مع قوة من المقاتلين الفلسطينين، ويشعر بالرغم من لك بالذنب لنه ترك اصدقائه يموتوا برصاص وقذائف الفلسطينين، وهناك فرينكل القوي الذي يرقص علي انغام الرصاص وهو يشتم المقاتلين من منظمة التحرير بعد حصار مجموعته داخل شوارع بيروت، وفي لقاء فولمان مع درور هارزي قائد احدي الدبابات التي كانت تحاصر المخيم، يسمع فولمان كيف حضر رجال الكتائب للمخيم بملابس إسرائيلية وأسلحة إسرائيلية لتمشيط المخيم بحثا عن مقاتلين فلسطينين مختبئين، لكن الامر تتطور لقتل المدنيين وابلغ هارزي قائده الأعلي ولكن لم يحدث شيء لأن القيادة للقوات الموجودة حول المخيم كانت تعسكر علي بناية عالية جدا تشرف علي المخيم بالكامل وهي التي اعطت الأمر بأطلاق قذائف ضوئية لتسهيل عمل قوات الكتائب داخل المخيم.
و من ضمن الشخصيات التي يلتقيها المخرج فولمان هناك مراسل التليفزيون رون بن يشاي الذي افاض أكثر في وصف المذبحة لأنه من أوائل من دخلوا المخيم عقب وقف إطلاق النار وخروج رجال الكتائب من المخيم، وانه سارع بابلاغ شارون بان هناك شيء ما يحدث في مخيم صبرا وشايتلا ولكن شارون لم يعلق وشكره علي الملاحظة اللي ابداها....و من اجل الحقيقة واستعادة الذاكرة يفاجا فولمان بأن المشهد الوحيد المتبقي له هو نساء بملابس سوداء يخرجن من بوابات المخيم الي الشارع وهن يصرخن، لينتهي الفيلم بلقطات حقيقية من داخل مخيم صبرا وشاتيلا تكشف مدي الوحشية التي تعامل بها رجال الكتائب مع اهالي المخيم تحت سمع وبصر الجيش الإسرائيلي.
الفيلم جاء بنائه الدرامي مكثف وشديد التداخل لأنه يتكلم عن فترة شديدة الخصوصية في تاريخ لبنان الحديث، قبل الأحداث التي يتناولها الفيلم بعدة سنوات كانت نشأت علاقة تعاون سرية بين كميل شمعون وبيار الجميل كممثلين لطوائف مسيحية في لبنان وبين مناحم بيجن رئيس وزراء إسرائيل والذي تعهد بتقديم السلاح والتدريب والدعم اللوجيستي للميلشيا المسيحية للوقوف في وجه منظمة التحرير الفلسطينية التي سيطرت علي الجنوب اللبناني وحولته لمنصة هجوم علي شمال إسرائيل، في هذة الفترة برز بشير الجميل كمنسق للتعاون اللبناني الإسرائيلي وهو رئيس المجلس الأعلي لقوات حزب الكتائب اللبناني، والذي تم تحضيره ليكون رئيسا للبنان وزار القدس ونهاريا عدة مرات بهدف الاجتماع بشارون ومناحم وغيرهم من قادة إسرائيل، وبشير اجتمع مع شارون في بيروت واطلعه الأخير علي خطط جيش الدفاع لاجتياح لبنان وتصفية المقاومة وكان من المقرر ان تلعب ميلشيا الكتائب دور مهم في هذة التصفية، وتم انتخاب بشير رئيسا للبنان ولكن تم اغتياله بعد انتخابه بايام قليلة وهذا عجل باقتحام إسرائيل لبيروت وجعل انصاره متعطشين لدماء الفلسطينين.
فولمان يبدا فيلمه بكابوس مجازي وينهيه بكابوس حقيقي..و ما بين الكابوسين يقدم لنا حقائق صادمة...في البداية يبدو رقم 26 وكأنه لعنة ما، 26 كلبا يطارودوا بواز، هل هم كلاب فعلا ام كل سنة تمر سوف يزداد عدد الكلاب الشرسة المطاردة لبواز في احلامه، وكأن كل سنة تمر علي غزو لبنان تضيف كلبا شرسا جديدا يريد ان ينهش بواز.و فولمان أثناء بحثه عن الحقيقية يؤكد شيء وحيد وهو عبثية الحرب وقذارتها، كارمي الباحث عن اثبات لرجولته يعترف بأنهم قتلوا عائلة كاملة داخل سيارة مرسيدس فور وصولهم للشاطئ اللبناني لا لشئ ولكنه الخوف.
عندما يصف فرينكل هجمات الفدائيين الفلسطينين نجد انهم صبية يحملون الاربي جي بقواذفه المضادة للدروع، ولكن هذا لم يمنع فرينكل وزملائه من إطلاق الرصاص عليهم، يبدو من الفيلم ان معظم المشاركين في هذة الحرب يدينوا ما حدث، وبعضهم قرر ان ينسي فعليا ما حدث ويتركه خلفه كما فعل روني واخرون اختاروا محو الذاكرة بارادتهم لبشاعة ما حدث وهو عين ما حدث مع فولمان نفسه، وطوال الفيلم يؤكد فولمان علي عبثية الحرب، فبينما المدرعات تخترق الحدود الإسرائيلية اللبنانية نجد أغنية تقول «صباح الخير لبنان..ان وجودك نعمة»...و أثناء مشاهد الحرب نجد موسيقي روك ومغني يهتف «لقد قصفت بطائرتي صيدا اليوم»...ان فولمان يتمتع بحس موسيقي ويبدو في هذة المشاهد متأثرا برائعة فرنسيس فورد كوبولا " Apocalypse Now "...و يقارن فولمان بين الإطار الجنود في الميدان والإطار شارون وهو في مزرعته أو مناحيم بيجن في مكتبه..الالإطار واحد لكن الاجواء مختلفة، ان فولمان يدين القيادة العسكرية لإسرائيل في هذة الحرب من خلال مشاهد صغيرة ومعبرة، قائدة وحدته المتمركز في فيلا علي مشارف بيروت ترك كل شيء وتفرغ لمشاهدة افلام جنسية واخرون ينعموا بحمامات دافئة صنابيرها من ذهب في الوقت الذي يموت فيه الجنود بسيارات مفخخة، هذة النغمة، نغمة الإدانة تمتد لتشمل القيادة الموجودة في الجبهة التي سهلت عمل جنود الكتائب داخل مخيم صبرا وشتيلا.
فولمان عندما يدين القادة الإسرائيلين بارتكاب مذابح وتجاوزات فانه لا يعفي نفسه من الذنب وان كان يبرر ما فعله بأنهم استخدموه واستخدموا رفاقه وحولوهم الي شيء اقرب الي النازيين لكنه لا يعلق كل شيء علي شماعة الذاكرة المنسية ولكنه يؤكد ان ما حدث شيء غير قابل للنسيان بدليل انه انهي فيلمه بلقطات ارشيفية ووثائقية حقيقية من داخل المخيم بعد المذبحة..صور تدين إسرائيل والكتائب وربما أري فولمان نفسه.

## جوائز حصل عليها الفيلم
| الجائزة                                         | المهرجان                                    | التاريخ |
| ----------------------------------------------- | ------------------------------------------- | ------- |
| أفضل مخرج- أفضل مونتاج - احسن سيناريو- احسن صوت | أكاديمية الفيلم الإسرائيلي                  | 2008    |
| أفضل فيلم اجنبي مستقل                           | المهرجان البريطاني للسينما المستقلة         | 2008    |
| أفضل توزيع موسيقي                               | جوائز الفيلم الأوروبي                       | 2008    |
| أفضل فيلم ناطق بلغة اجنبية                      | الجولدن جلوب                                | 2008    |
| البرج الذهبي                                    | مهرجان باليك السينمائي الدولي               | 2008    |
| أفضل مخرج                                       | مهرجان Tokyo Experimental                   | 2008    |
| جائزة الجمهور                                   | مهرجان وارسو السينمائي الدولي               | 2008    |
| جائزة LAFCA                                     | Los Angeles Film Critics Association Awards | 2008    |

- تم ترشيح الفيلم للاوسكار أفضل فيلم ناطق بلغة اجنبية.
- تم ترشيح الفيلم للسعفة الذهبية في مهرجان «كان» 2008
- تم ترشيح الفيلم لعدد من الجوائز في عدد من المهرجانات والمحافل السينمائية الدولية.

## وصلات خارجية
- فالس مع بشير على موقع IMDb (الإنجليزية)
- فالس مع بشير على موقع ميتاكريتيك (الإنجليزية)
- فالس مع بشير على موقع روتن توميتوز (الإنجليزية)
- فالس مع بشير على موقع نتفليكس (الإنجليزية)
- فالس مع بشير على موقع ألو سيني (الفرنسية)
- فالس مع بشير على موقع Turner Classic Movies (الإنجليزية)
- فالس مع بشير على موقع أول موفي (الإنجليزية)
- فالس مع بشير على موقع بوكس أوفيس موجو (الإنجليزية)
- فالس مع بشير على موقع فيلمافينيتي (الإسبانية)
- فالس مع بشير على موقع قاعدة بيانات الأفلام السويدية (السويدية)

1. ↑  وصلة مرجع: http://www.kinokalender.com/film6801_waltz-with-bashir.html. الوصول: 2 ديسمبر 2017.
2. ↑  وصلة مرجع: https://www.europeanfilmacademy.org/European-Film-Awards-Winners-2008.65.0.html. مسار الأرشيف: https://web.archive.org/web/20190718190708/https://www.europeanfilmacademy.org/European-Film-Awards-Winners-2008.65.0.html. الوصول: 1 يناير 2020.
3. 1 2 3 4  مذكور في: قاعدة بيانات الأفلام التشيكية السلوفاكية. لغة العمل أو لغة الاسم: التشيكية. تاريخ النشر: 2001.
4. 1 2 3 4 5  وصلة مرجع: https://www.europeanfilmacademy.org/2008.106.0.html. مسار الأرشيف: https://web.archive.org/web/20190604175723/https://www.europeanfilmacademy.org/2008.106.0.html. الوصول: 1 يناير 2020.